# Microtritia minima
Microtritia minima är en kvalsterart som först beskrevs av Berlese 1904.  Microtritia minima ingår i släktet Microtritia och familjen Euphthiracaridae. Inga underarter finns listade i Catalogue of Life.